# Zbiroh nákladní nádraží
Zbiroh nákladní nádraží, někde uváděno též jako Zbiroh nákladové nádraží, je součást odbočky Zbiroh, v letech 1882–2012 se jednalo o železniční stanici s názvem Zbiroh, která se nacházela na trati železniční trati Praha–Plzeň mezi stanicemi Hořovice a Kařízek. Nádraží sloužilo pro občany převážně ze Zbiroha a z obcí na sever od města. Dopravu zajišťovaly autobusy jedoucí ze zastávky Zbiroh, náměstí nebo z obce Zvíkovec.
Stanice měla 5 dopravních a 3 manipulační (z toho 2 kusé) koleje. Napětí v troleji bylo 25 kV, 50 Hz AC.
V roce 2012 musela stanice ustoupit stavbě 3. tranzitního koridoru, poněvadž ležela v oblouku a jednou z priorit modernizace bylo tzv. rovnání tratě.

## Historie nádraží
Při otevření jednokolejné tratě Praha–Plzeň v roce 1862 nesla jméno Zbirov nynější stanice Kařízek. Roku 1882 bylo v místě budovy žst. Zbiroh vybudováno nákladiště a zastávka. Budova nebyla zřízena, čekárna byla tedy umístěna v budově hotelu Borek. V tomtéž roce byla zprovozněna vlečka do železáren Borek. Měla dvě koleje, jednu pro přistavování vozů na vlečku a druhou z vlečky. Vlivem velkého vzestupu dopravovaného zboží a velké vzdálenosti do původní stanice Zbirov, se roku 1885 ze zastávky stala stanice Zbirov. Původní stanice (dnešní Kařízek), byla přejmenována na stanici Mýto. Současně byly v tomto roce zřízeny dvě koleje (první a třetí). V roce 1912 přibyla i druhá staniční kolej a začalo se s výstavbou nové staniční budovy. Ta byla dokončena v červenci roku 1913. Změna názvu ze Zbirova na Zbiroh se uskutečnila v roce 1919. Rok 1923 znamenal pro stanici Zbiroh změny v kolejovém uspořádání. Byla položena druhá traťová kolej v úseku Hořovice–Zbiroh a proběhly i úpravy ve stanici, zejména pro účely nákladní přepravy. Přestavba byla dokončena začátkem května 1929 a provoz po 2. traťové koleji od Hořovic byl zahájen 11. května 1929 jízdou osobního vlaku 7168 v 10:35. Dne 18. prosince 1929 bylo uvedeno do činnosti nové zabezpečovací zařízení. V tuto chvíli měla stanice 5 provozních kolejí. Druhá traťová kolej ve směru na Plzeň byla přistavěna ve 30. letech.
Během druhé světové války nebyl na nádraží uskutečněn žádný přímý nálet. Hloubkovými letci byla stanice ale napadána často. Při náletu, dne 17. dubna 1945 bylo zápalnou pumou zapáleno železniční dřevěné skladiště. Díky rychlému vzplanutí shořelo tak rychle, že nebylo možné nic zachránit. V únoru roku 1945 zastavil ve Zbiroze transport smrti, jedoucí z Prahy směrem na Plzeň. Doprovod SS vyhrožoval všem, kteří by chtěli vězňům, jedoucím v otevřených vozech, něco podat. Z vlaku se ozývalo i české volání: „Hoďte nám sníh.“ Pro všechny, kdo viděli tento transport, to byl otřásající zážitek.
Elektrizace trati proběhla v roce 1987 a spolu s ní výměna zabezpečovacího zařízení. Původní elektromechanické zabezpečovací zařízení ve stanici a hradlový poloautoblok byly nahrazeny reléovým zabezpečovacím zařízením (RZZ 71) s číslicovou volbou od AŽD Praha pro zabezpečení stanice a trať zabezpečoval obousměrný automatický blok.

## Ukončení pravidelné osobní dopravy
Provoz stanice byl ukončen 27. dubna 2012 ve 23:59. Od 0:00 dne 28. dubna 2012 slouží cestujícím zastávka Kařez, umístěná přibližně 800 m od původní stanice, směrem k Plzni.
Poslední osobní vlak, jenž obsloužil zbirožské nádraží, byl osobní vlak 7865 ve 23:38, obsluhovaný motorovým vozem řady 810.

## Současnost
Stanice Zbiroh byla přejmenována na Zbiroh nákladní nádraží a stala se obvodem odbočky Zbiroh. Zbiroh nákladní nádraží slouží pro obsluhu vlečky Silo Borek u Zbiroha. V nádraží je dopravní kolej č. 4 o délce 715 m (napojená do 2. koleje v odbočce Zbiroh) a manipulační kolej č. 6. Dopravní kolej je ohraničená proměnným odjezdovým návěstidlem L4 a cestovým návěstidlem Sc4 s neproměnnou návěstí „Stůj“, za kterým je napojení vlečky sila.
Budovu nádraží vlastní australský majitel, který jí opravuje se záměrem zřízení kavárny.